# As You Were
As You Were är den brittiska sångaren Liam Gallaghers debutalbum. Det släpptes den 6 oktober 2017 av Warner Bros. Records. Albumet blev en succé bland både kritiker och fans, och gick direkt upp på förstaplats på UK Albums Chart, samt sålde guld den första veckan. Den har senare även blivit tilldelad platinacertifikat i Storbritannien. Producenten Greg Kurstin som har producerat delar albumet vann även Grammy Award for Producer of the Year, Non-Classical 2018.

## Bakgrund
Albumet tillkännagavs i juni 2017 med släppet av singeln "Wall of Glass". Gallagher avslöjade även att han skulle göra sin första soloturné i USA och Kanada i samband med albumsläppet. Albumets titel kommer från hur Gallagher ofta undertecknar sina inlägg på Twitter.
Gallagher arbetade med producenterna Greg Kurstin, Andrew Wyatt och Dan Grech-Marguerat på albumet. Kurstin producerade låtarna "Wall of Glass", "Paper Crown", "Come Back to Me" och "Doesn't Have to Be That Way". Wyatt producerade "Chinatown" och Grech-Marguerat producerade resterande låtar.

## Mottagande av kritiker
As You Were mottog generellt positiva recensioner av kritiker på Metacritic. Albumet fick betyget 71/100, baserat på 24 recensioner.

### Hyllningar
| Publikation   | Hyllning                 | Ranking | Ref.   |
| ------------- | ------------------------ | ------- | ------ |
| Rough Trade   | Albums of the Year       | 32      | [ 18 ] |
| NME           | NME's Albums of the Year | 10      | [ 19 ] |
| Rolling Stone | 50 Best Albums of 2017   | 37      | [ 20 ] |

## Albumsläpp
Albumet släpptes i flera format, från digitala versioner till vinyl, CD och en "special box set" som innehåller en färgad vinylskiva, en exklusiv bok, samt ett konsttryck av Klaus Voormann, som bland annat designat the Beatles' Revolver". Gallagher avslöjade albumets låtlista i samband med släppet av albumets andra singel "Chinatown".
As You Were sålde över 103 000 exemplar under dess första vecka i Storbritannien. Det är det nionde snabbast säljande debutalbumet under 2010-talet i Storbritannien. Under 2018 tilldelades albumet platinacertifikat i Storbritannien, då det sålt över 300 000 exemplar.

## Låtlista
| 1.           | Wall of Glass       | Liam Gallagher, Greg Kurstin, Andrew Wyatt, Michael Tighe, Andrew Sidney Fox | Kurstin                          | 3:43  |
| 2.           | Bold                | Gallagher                                                                    | Dan Grech-Marguerat, Iain Archer | 3:59  |
| 3.           | Greedy Soul         | Gallagher                                                                    | Grech-Marguerat                  | 3:34  |
| 4.           | Paper Crown         | Wyatt, Tighe                                                                 | Kurstin                          | 3:28  |
| 5.           | For What It's Worth | Gallagher, Simon Jons                                                        | Grech-Marguerat                  | 4:11  |
| 6.           | When I'm in Need    | Gallagher, Archer                                                            | Grech-Marguerat, Archer[a]       | 4:18  |
| 7.           | You Better Run      | Gallagher                                                                    | Grech-Marguerat                  | 3:24  |
| 8.           | I Get By            | Gallagher                                                                    | Grech-Marguerat                  | 3:09  |
| 9.           | Chinatown           | Wyatt, Tighe                                                                 | Wyatt                            | 3:20  |
| 10.          | Come Back to Me     | Gallagher, Kurstin, Wyatt                                                    | Kurstin                          | 3:21  |
| 11.          | Universal Gleam     | Gallagher                                                                    | Grech-Marguerat                  | 4:07  |
| 12.          | I've All I Need     | Gallagher                                                                    | Grech-Marguerat                  | 4:09  |
| Total längd: | Total längd:        | Total längd:                                                                 | Total längd:                     | 44:43 |

| 13.          | Doesn't Have to Be That Way | Gallagher, Kurstin, Wyatt | Kurstin                           | 3:58  |
| 14.          | All My People / All Mankind | Gallagher                 | Grech-Marguerat                   | 3:55  |
| 15.          | I Never Wanna Be Like You   | Gallagher                 | Grech-Marguerat, Dan McDougall[b] | 3:51  |
| Total längd: | Total längd:                | Total längd:              | Total längd:                      | 56:27 |

| 16.          | For What It's Worth (live at Air Studios) |              | 4:13    |
| 17.          | Greedy Soul (live at Air Studios)         |              | 3:33    |
| 18.          | Paper Crown (live at Air Studios)         |              | 3:35    |
| Total längd: | Total längd:                              | Total längd: | 1:07:48 |

Noter
- ^a  noterar originalversion.
- ^b  noterar demoversion.

## Medverkande
Som listat i skivans booklet.
| Musiker - Liam Gallagher – sång (alla låtar), akustisk gitarr (spår 2, 3, 7, 11, 12, 14, 15) - Greg Kurstin – bas, trummor, akustisk gitarr, elgitarr, munspel, slagverk, mellotron, piano, orgel, tanpura (spår 1, 4, 10, 13) - Dan Grech-Marguerat – programmering (spår 2, 3, 5–8, 11, 12, 14, 15) - Davey Badiuk – programmering (spår 2, 3, 11, 12, 14) - Mike Moore – elgitarr (spår 2, 3, 5–8, 11–13, 15), bas (spår 5) - Dan McDougall – trummor, bas, akustisk gitarr, elgitarr, keyboards (spår 2–9, 11, 12, 14, 15) - Martin Slattery – keyboards, saxofon (spår 2, 3, 5–7, 11, 12, 14) - Ben Edwards – trumpet (spår 3, 6–8, 11) - Mark Brown – saxofon (spår 3, 6–8, 11) - Mike Kearsey – trombon (spår 3, 6–8, 11) - Sally Herbert – violin, stråkarrangemang (spår 2, 5, 6, 11, 14), brass arrangement (spår 3, 6–8, 11) - Ian Burdge – cello (spår 2, 5, 6, 11, 14) - Rachel Robson – viola (spår 5, 6, 11, 14) - Tom Pigott Smith – violin (spår 6, 11, 14) - Andrew Wyatt – akustisk gitarr (spår 4), trumprogrammering, piano, bas, synth, ytterligare gitarr, produktion (spår 9), körsång (spår 1) - Drew McConnell – bas (spår 8) - Jay Mehler – akustisk gitarr, elgitarr (spår 8) - Christian Madden – keyboards (spår 8) - Michael Tighe – akustisk gitarr (spår 9) - Bridget Sarai – körsång (spår 1) - Vicky Akintola – körsång (spår 2, 3, 6, 7, 11) - John Lennon - Där i andan (There in spirit) (alla låtar) | Produktion - Greg Kurstin – produktion, tekniker (spår 1, 4, 10, 13), mixing (spår 10) - Dan Grech-Marguerat – produktion, tekniker (spår 2, 3, 5–8, 11, 12, 14, 15), mixing (spår 15) - Andrew Wyatt – produktion (spår 9) - Iain Archer – original song production (spår 2, 6) - Dan McDougall – original demo production (spår 15) - Alex Pasco – tekniker (spår 1, 4, 10, 13) - Julian Burg – tekniker (spår 1, 4, 10, 13) - Ben Mclusky – tekniker (spår 9), assisterande tekniker (spår 2, 3, 5–7, 11, 12, 14, 15) - Joseph Rogers – tekniker (spår 9) - Joe Rodgers – tekniker (spår 15) - Joel Davies – assisterande tekniker (spår 2, 3, 5–8, 11, 12, 14, 15) - Charles Haydon Hicks – assisterande tekniker (spår 2, 3, 5–8, 11, 12, 14, 15) - Matt Mysko – assisterande tekniker (spår 8) - Mark "Spike" Stent – mixning (spår 1–9, 11–14) - Richard Woodcraft – inspelning av blåsinstrument (spår 11) - Julian Simmons – inspelning av blåsinstrument (spår 11) - Brian Lucey – mastering (all spår) Design - Hedi Slimane – omslagsfoto, fotografier - Liam Gallagher – art direction, design - Richard Welland – art direction, design - Pixie Higson – fotografering |